# オーストラリア文学
オーストラリア文学（オーストラリアぶんがく、英語: Australian literature）とは、オーストラリアで執筆、出版されている文学である。

## 歴史

### 植民地時代 (1788年-1880年)
18世紀に白人が入植し始めた当初は、オーストラリア人はイギリス文学を読んでいた。19世紀になると、イギリス人がオーストラリアで小説を発表し始めた。19世紀後半になって漸くオーストラリア独自の書き手が登場した。詩人アダム・リンゼイ・ゴードンは、オーストラリアで最も広く知られている詩人である。教育はイングランドで受けたが、20歳の時にオーストラリアに渡り、Sea Spray and Smoke Drift (1867年)やBush Ballads and Galloping Rhyme (1870)を書いた。

### 国民主義時代 (1880年-1920年)
この頃、イギリス英語とは異なるオーストラリア英語が確立された。バンジョー・パターソンは「オーバーフロウ村のクランシー」(1889年)という民謡を書いた。1850年代にゴールド・ラッシュが始まると、マーカス・クラークの『命あるかぎり』(1874年)やヘンリー・キングスリーの『ジェフリー・ハムリンの回想』(1859年)が発表された。

### 1950年代以降
20世紀になると、新たな傾向が生まれた。20世紀後半になると非白人の作家も登場し始めた。先住民出身のデイビッド・ユナイポンは『部族の伝承物語』を英語で書いた。ジャック・デイビスは『いずこへ』という詩集を出し、白人による先住民の同化政策を厳しく批判した。* Hoa Pham、* Khoa Do、* Nam Le ベトナム系の作家も執筆活動を続けている。
また、1973年にパトリック・ホワイトがオーストラリアの作家としては初のノーベル文学賞を受賞した。また、ピーター・ケアリーはブッカー賞を2度受賞し、現代のオーストラリアの作家として特に評価が高い。
ジョージ・ターナー、A・バートラム・チャンドラー、グレッグ・イーガンといったSF作家や、ガース・ニクスといったファンタジー作家、ジュリアン・ストックウィンといった海洋冒険作家も登場した。
特殊な例として、南アフリカ出身のJ. M. クッツェーが挙げられる。2003年のノーベル文学賞受賞者であり、オーストラリアの市民権を取得している。
独自の文学を守るという大義名分のもとに、イギリスやアメリカ合衆国の文学作品に対し輸入規制を掛けていて、書店では自国作品よりも高い値段が設定されている。

## 関連文献
- 加藤めぐみ「オーストラリア先住民と和解文学の場合」『南半球評論』第31巻、オーストラリア・ニュージーランド文学会、2015年3月、13-22頁、2024年11月8日閲覧。